# Kanton La Mothe-Achard
Kanton La Mothe-Achard (fr. Canton de La Mothe-Achard) je francouzský kanton v departementu Vendée v regionu Pays de la Loire. Tvoří ho 12 obcí.

## Obce kantonu
- Beaulieu-sous-la-Roche
- La Chapelle-Achard
- La Chapelle-Hermier
- Le Girouard
- Landeronde
- Martinet
- La Mothe-Achard
- Nieul-le-Dolent
- Sainte-Flaive-des-Loups
- Saint-Georges-de-Pointindoux
- Saint-Julien-des-Landes
- Saint-Mathurin